# Liste des parcs d'État de l'État de Washington

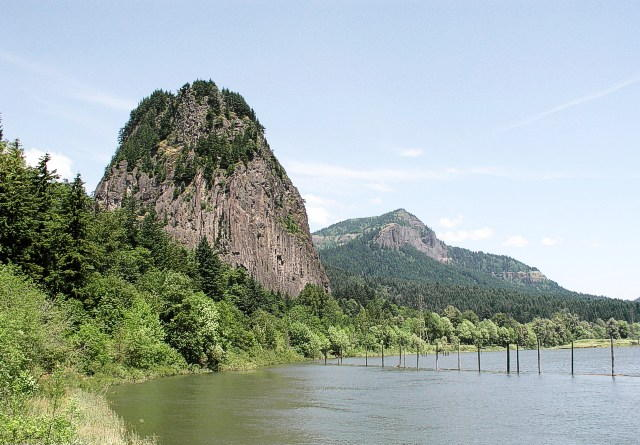
Beacon Rock

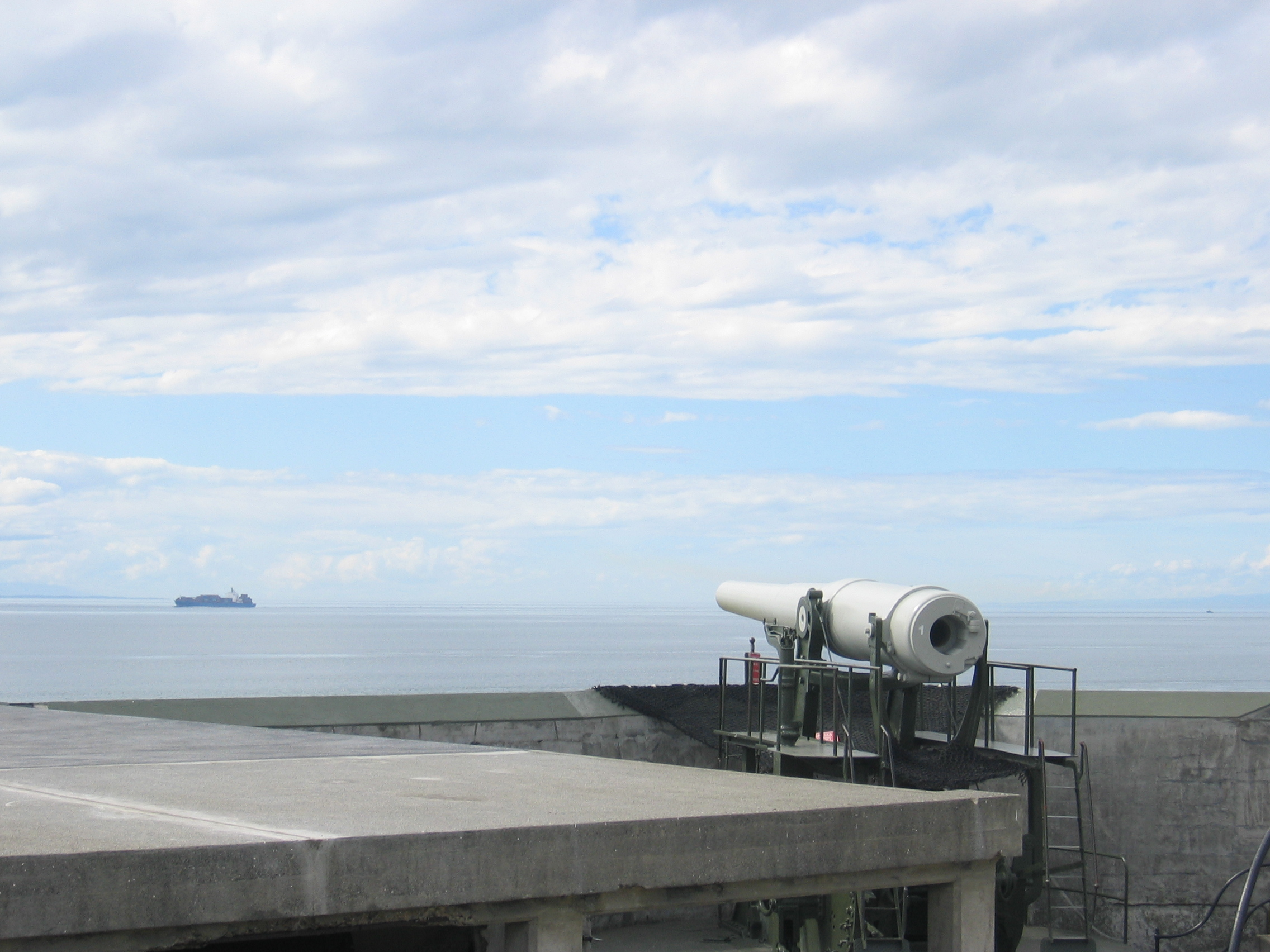
Fort Casey

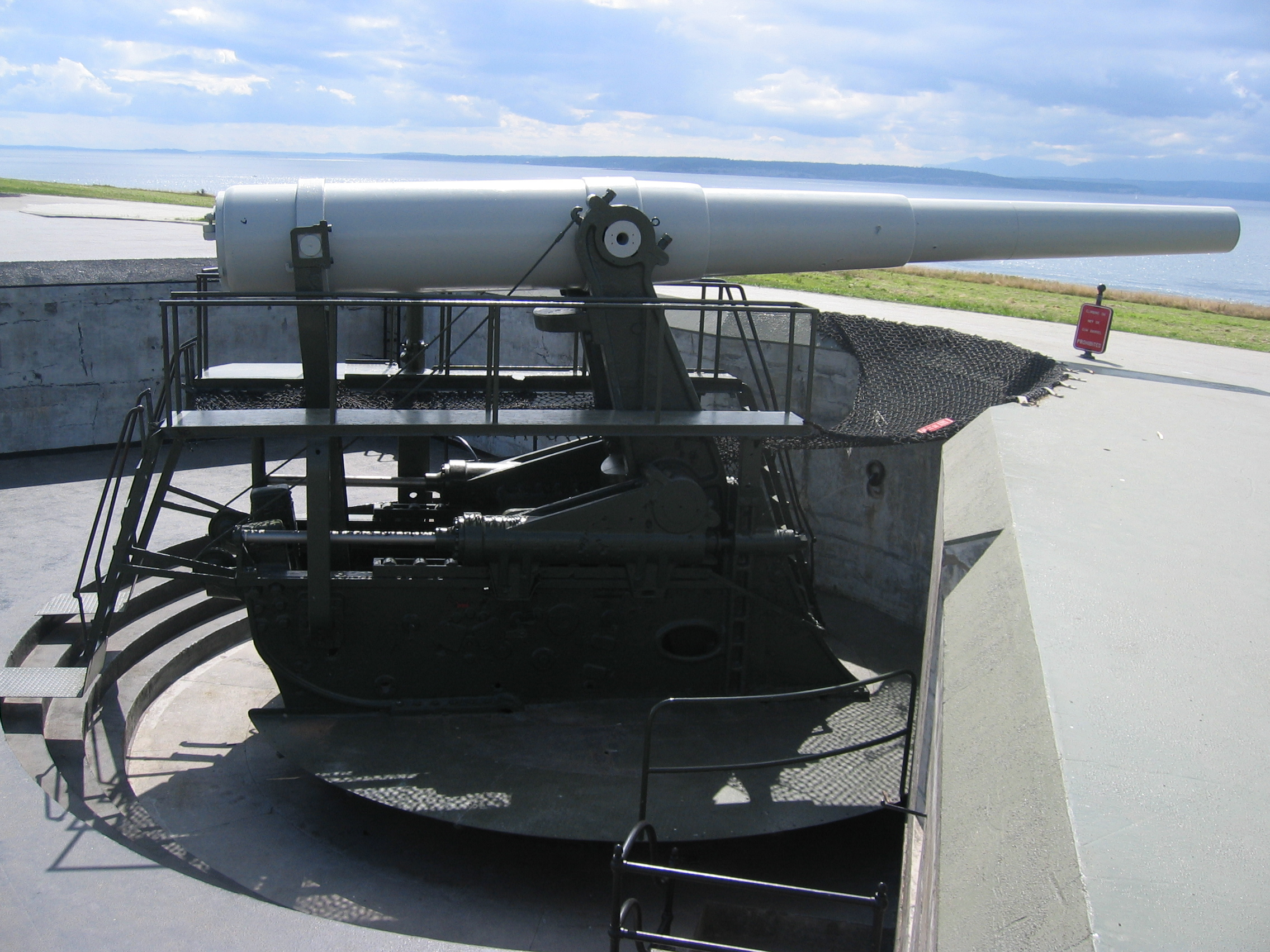
Fort Casey

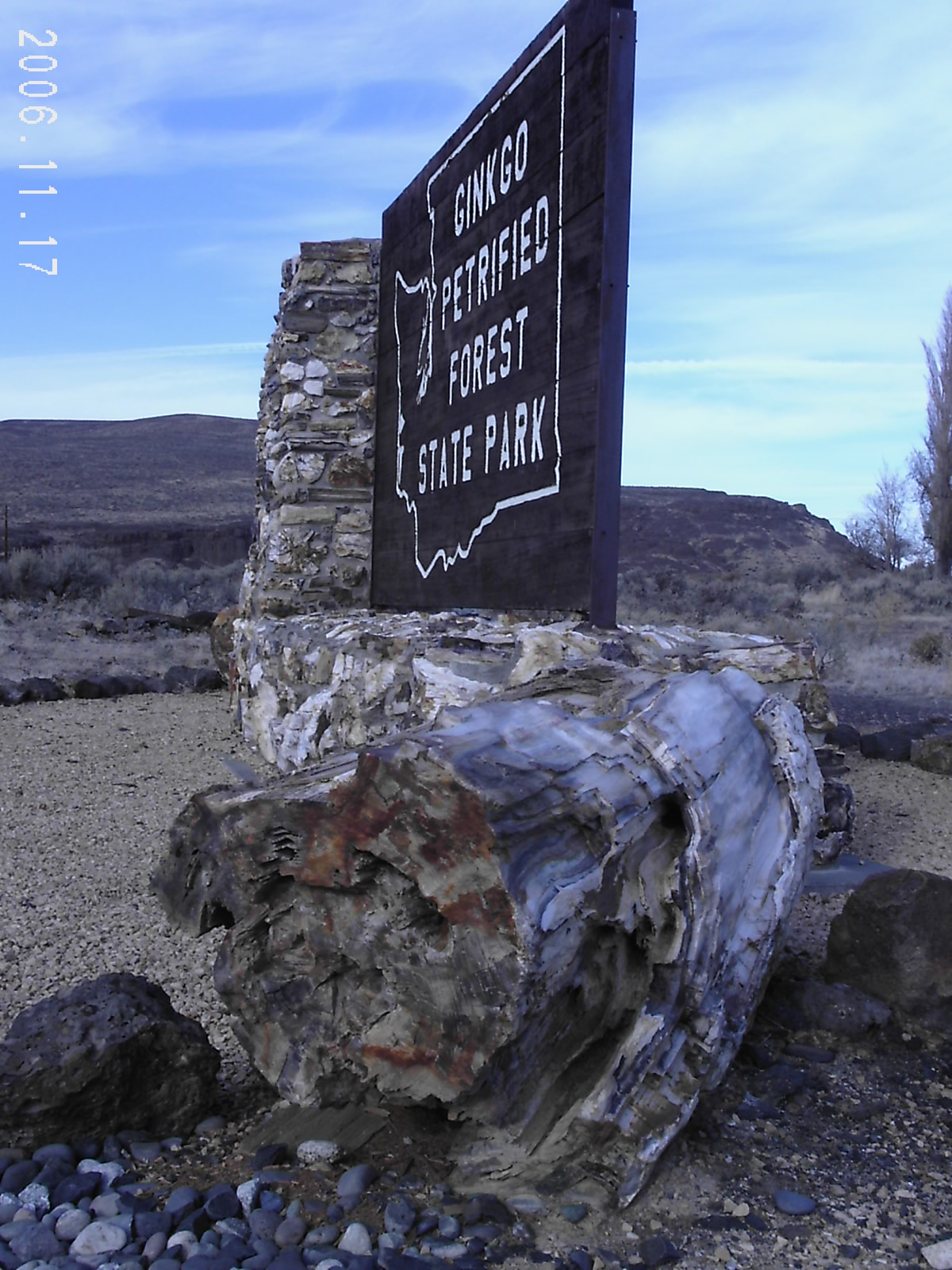
Ginkgo/Wanapum

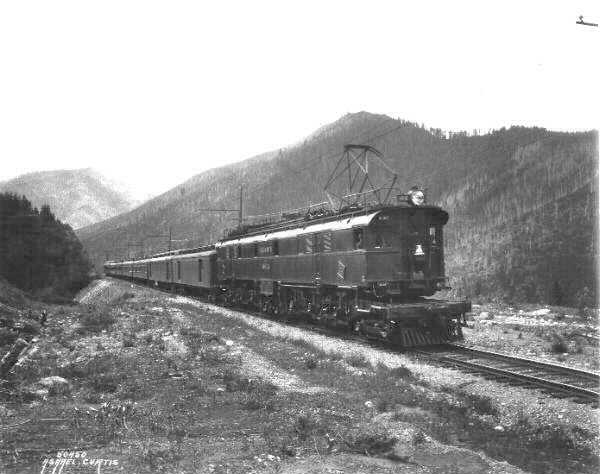
Iron Horse

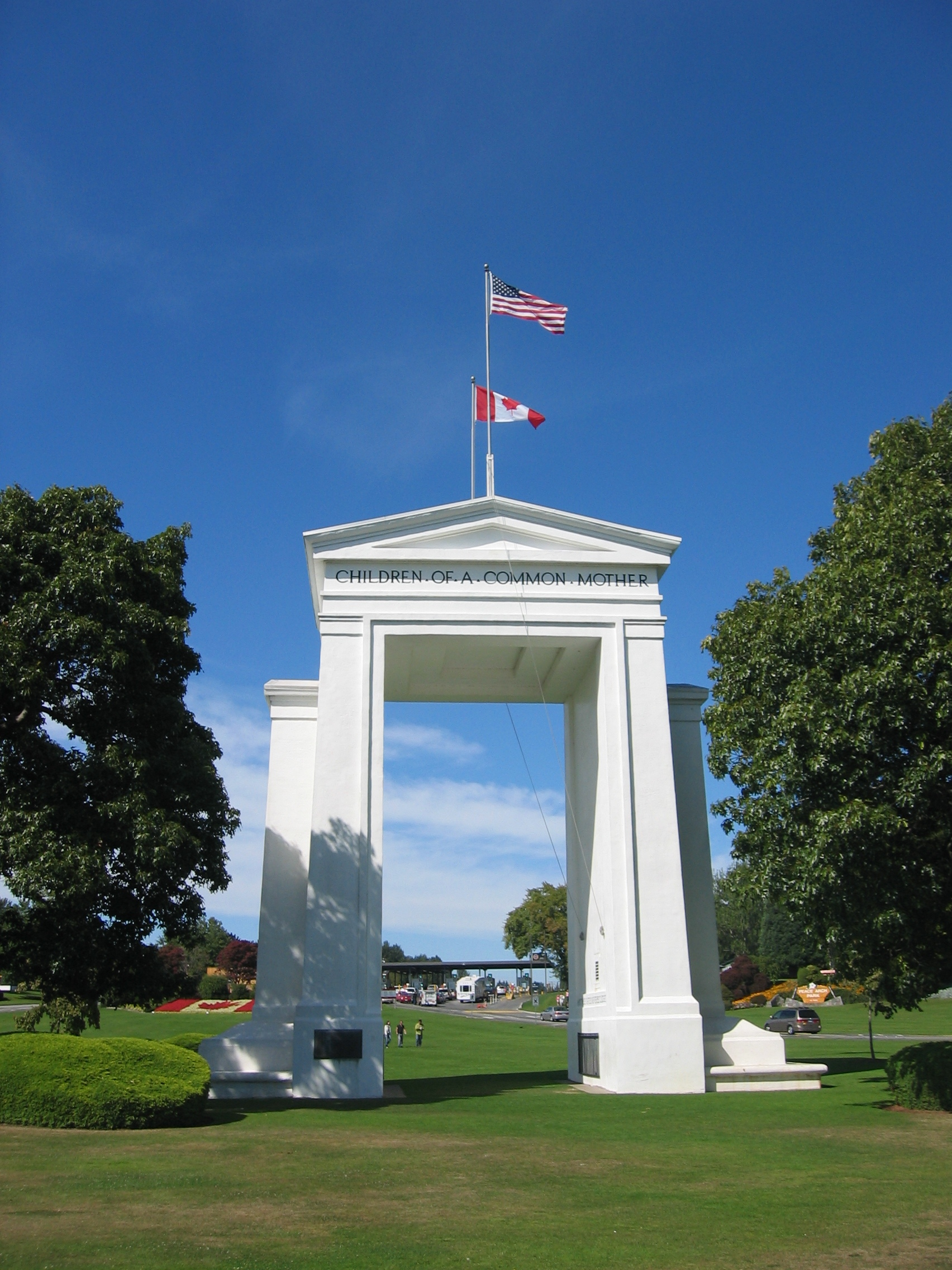
Peace Arch

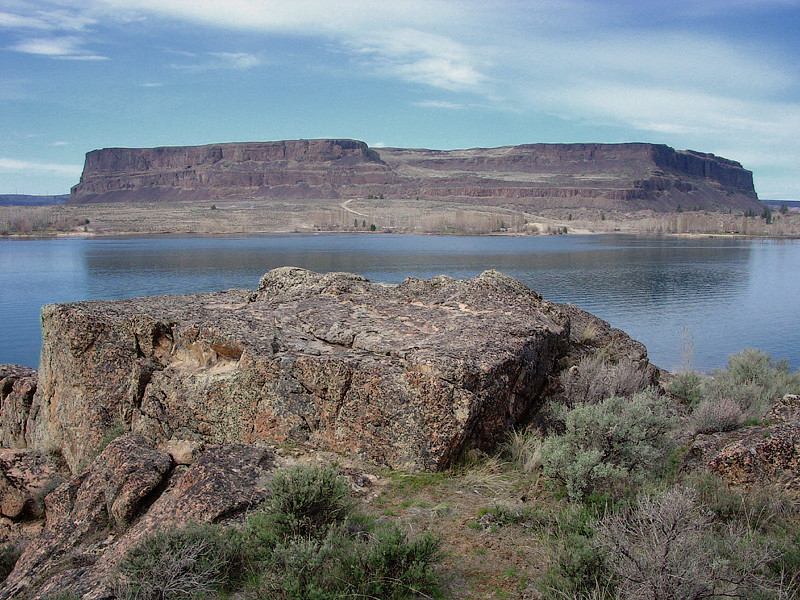
Steamboat Rock

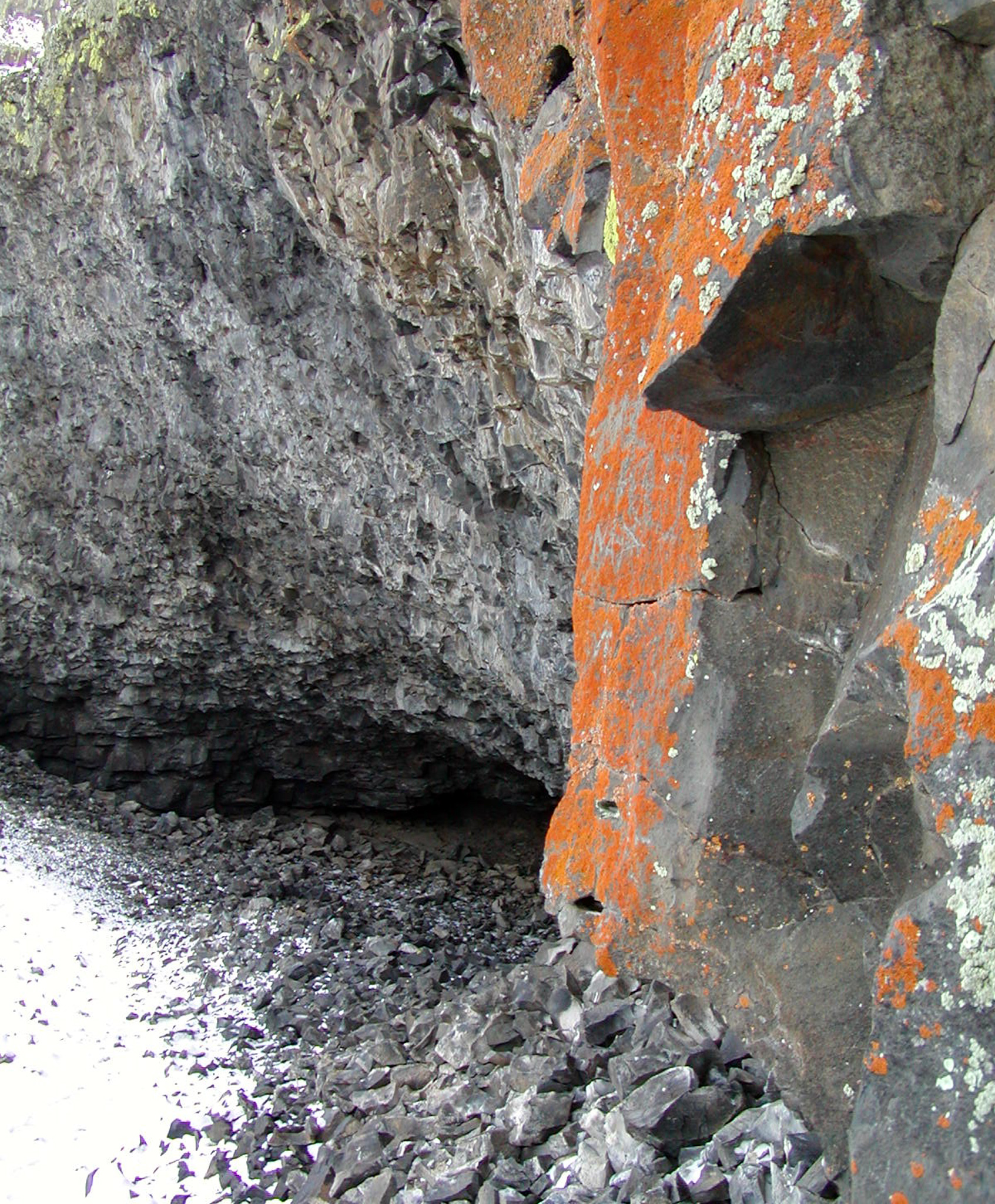
Sun Lakes

Liste des parcs d'État de Washington aux États-Unis d'Amérique par ordre alphabétique. Ils sont gérés par le Washington State Parks and Recreation Commission.
- Alta Lake
- Anderson Lake
- Battle Ground Lake à Battle Ground
- Bay View
- Beacon Rock
- Belfair
- Birch Bay
- Blake Island
- Bogachiel
- Bridgeport
- Bridle Trails
- Brooks Memorial
- Camano Island
- Cape Disappointment
- Centennial Trail
- Columbia Hills
- Columbia Plateau Trail
- Conconully
- Crawford
- Crow Butte
- Curlew Lake
- Damon Point
- Daroga
- Dash Point
- Deception Pass
- Dosewallips
- Doug's Beach
- Fay Bainbridge
- Federation Forest
- Fields Spring
- Flaming Geyser
- Fort Casey
- Fort Columbia
- Fort Ebey
- Fort Flagler
- Fort Okanogan
- Fort Simcoe
- Fort Ward
- Fort Worden
- Ginkgo/Wanapum
- Goldendale Observatory
- Grayland Beach
- Griffith-Priday
- Hope Island
- Ike Kinswa
- Illahee
- Iron Horse
- Jarrell Cove
- Joemma Beach
- Joseph Whidbey
- Kanaskat-Palmer
- Kitsap Memorial
- Kopachuck
- Lake Chelan
- Lake Easton
- Lake Sammamish
- Lake Sylvia
- Lake Wenatchee
- Larrabee
- Lewis & Clark
- Lewis & Clark Trail
- Lime Kiln Point
- Lincoln Rock
- Manchester
- Maryhill
- Millersylvania
- Moran
- Mount Pilchuck
- Mount Spokane
- Mukilteo
- Mystery Bay
- Nolte
- Ocean City
- Olallie
- Old Fort Townsend
- Olmstead Place
- Osoyoos Lake
- Pacific Beach
- Pacific Pines
- Palouse Falls
- Paradise Point
- Peace Arch
- Pearrygin Lake
- Penrose Point
- Peshastin Pinnacles
- Potholes
- Potlatch
- Rainbow Falls
- Rasar
- Riverside
- Rockport
- Rothschild House
- Sacajawea
- Saint Edward
- Saltwater
- Scenic Beach
- Schafer
- Seaquest
- Sequim Bay
- Shine Tidelands
- South Whidbey
- Spencer Spit
- Squilchuck
- Steamboat Rock
- Steptoe Battlefield
- Steptoe Butte (Steptoe Butte)
- Sun Lakes
- Tolmie
- Triton Cove
- Twanoh
- Twenty-Five Mile Creek
- Twin Harbors
- Wallace Falls
- Wenatchee Confluence
- Wenberg
- West Hylebos
- Westport Light
- Yakima Sportsman